# Kršćanstvo u 1323.
◄◄ | ◄ | 1320. | 1321. | 1322. | 1323.  | 1324. | 1325. | 1326. | ► | ►►
Arhitektura • Astronomija • Glazba • Knjige • Književnost • Kršćanstvo • Medicina • Pravo • Promet • Slikarstvo • Znanost
Kršćanstvo u 1323.

## Hrvatska i u Hrvata

### Smrti
- 3. kolovoza – Augustin Kažotić, hrvatski blaženik (* oko 1260.)

## Vanjske poveznice
|  | Zajednički poslužitelj ima još gradiva o temi Kršćanstvo u 1323. |